# Nicolás Saad
Nicolás Saad (Buenos Aires, 1970) és un guionista, muntador i director de cinema argentí. Es va graduar a la "Universidad del Cine". El 1998 va dirigir i escriure el guió de Mala época, pel·lícula que fou guardonada amb el premi de l'audiència al Festival de Cinema d'Espanya de Tolosa de Llenguadoc i amb el premi FIPRESCI al Festival Internacional de Cinema de Mar del Plata. El 2012 va escriure el guió de la pel·lícula espanyola Silencio en la nieve, pel que fou nominat a la Medalla del Cercle d'Escriptors Cinematogràfics al millor guió adaptat. El 2019 va dirigir la sèrie de TVE Derecho a soñar.

## Filmografia
Director
- Mala época (1998)
- La Piel de la gallina (1995)
- Un Ojo en la ruta (1993)

Guionista
- El apostata (2015)
- La ignorancia de la sangre (2014)
- Crimen con vista al mar (2013)
- Silencio en la nieve (2012)
- Atlas de geografía humana (2007)
- Mala época (1998)
- La Piel de la gallina (1995)
- Un Ojo en la ruta (1993)

Editor
- La Piel de la gallina (1995)